# Monemvasia
Monemviasia, (grekiska: Μονεμβασία) kallad Malvasia av frankerna, är en välkänd fästning med en gammal stad, belägen på en smal udde på östra sidan av Peloponnesos, i Grekland. Halvön är kopplad till fastlandet med en landstunga på 200 meter. Ruinerna består av gamla försvarsanläggningar och många bysantinska kyrkor. Stadens namn kommer från två grekiska ord: mone och emvasia, som betyder 'en ingång'. De flesta gatorna är gågator. Från klippan ser man ut över viken Palaia Monemvasia som ligger norr om staden. Monemvasias smeknamn är Österns Gibraltar eller Klippan. Klippan är 300 meter hög och 1,8 km lång. På klippan ligger Agia Sofia, en bysantinsk kyrka.
Staden är omnämnd i Theodor Kallifatides bok Det gångna är inte en dröm.

## Galleri

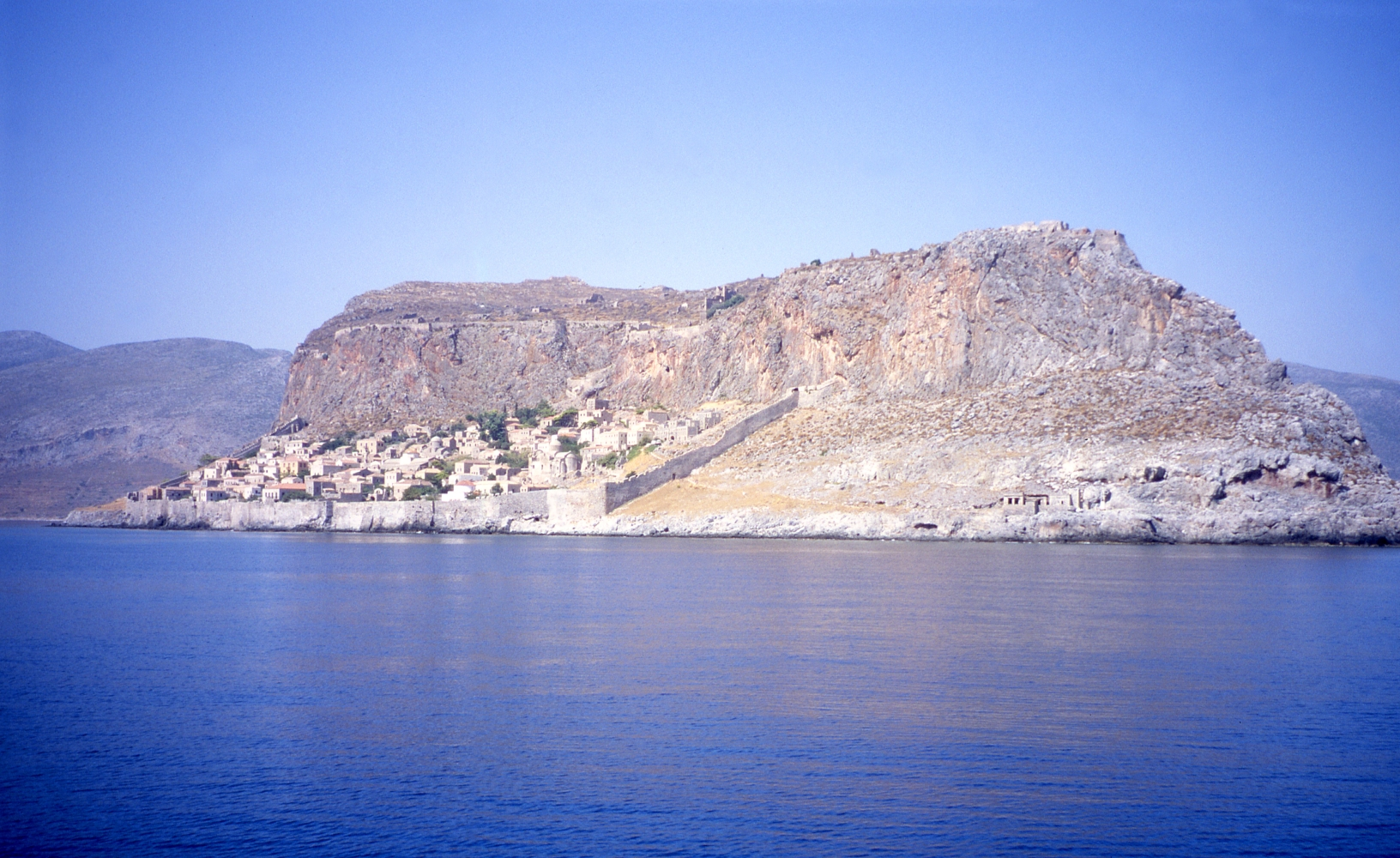
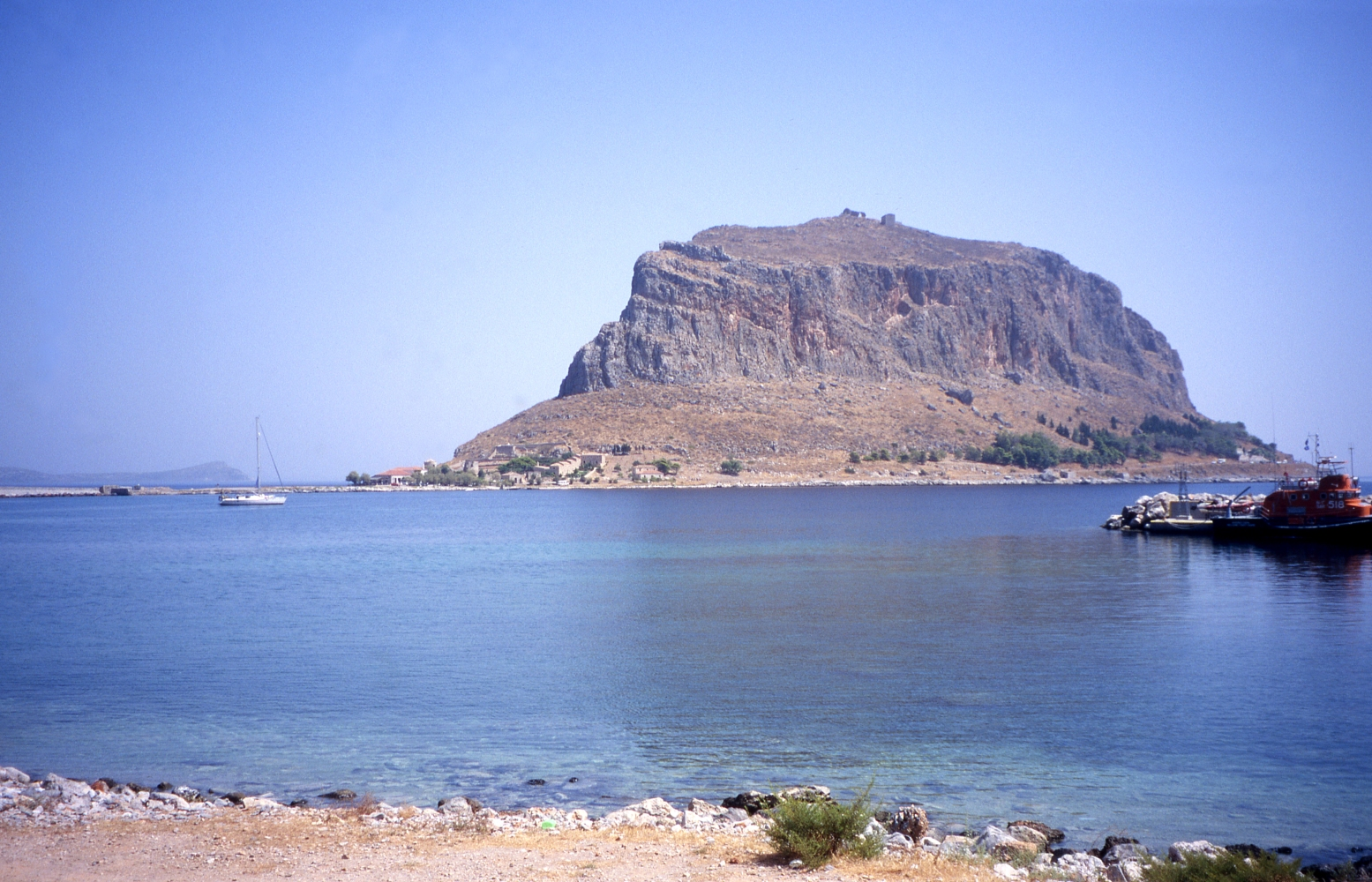
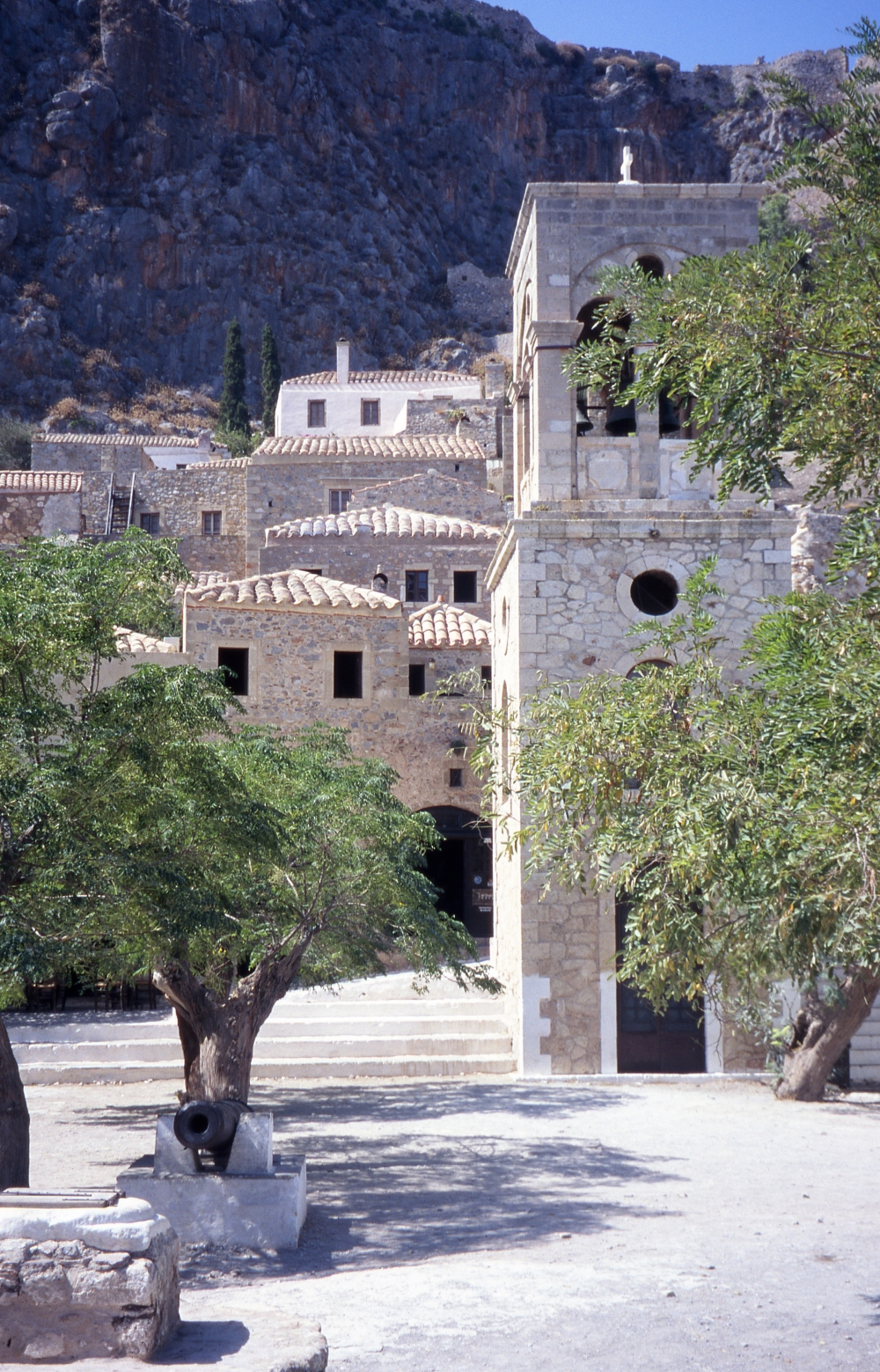
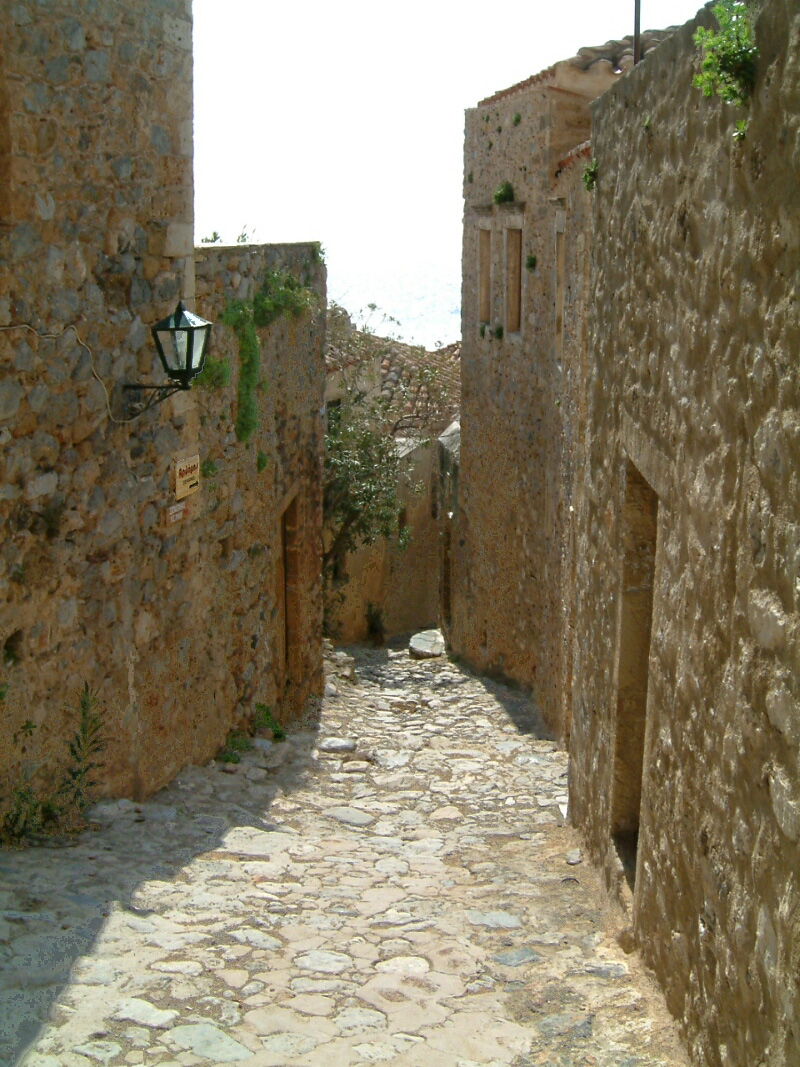
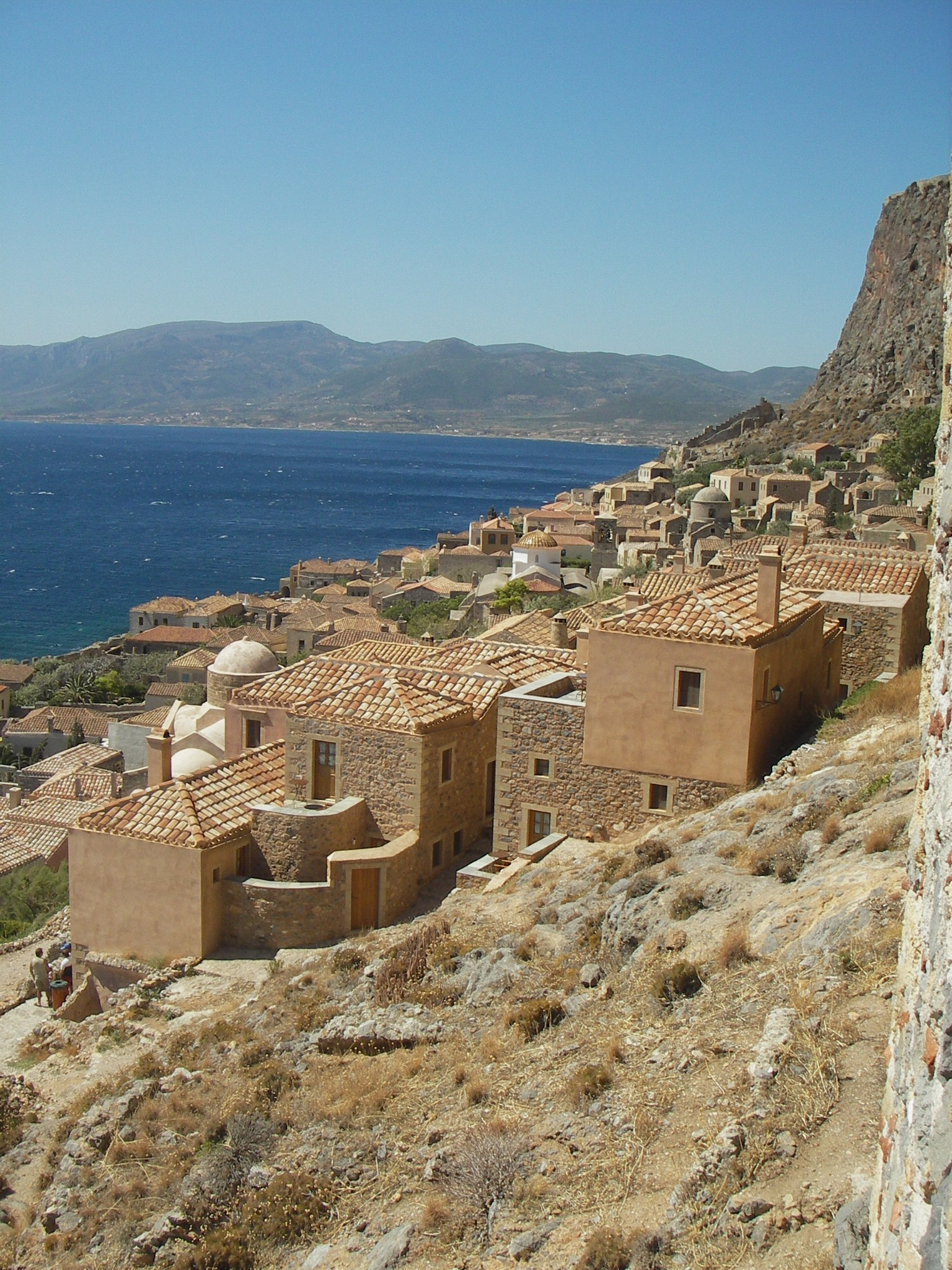
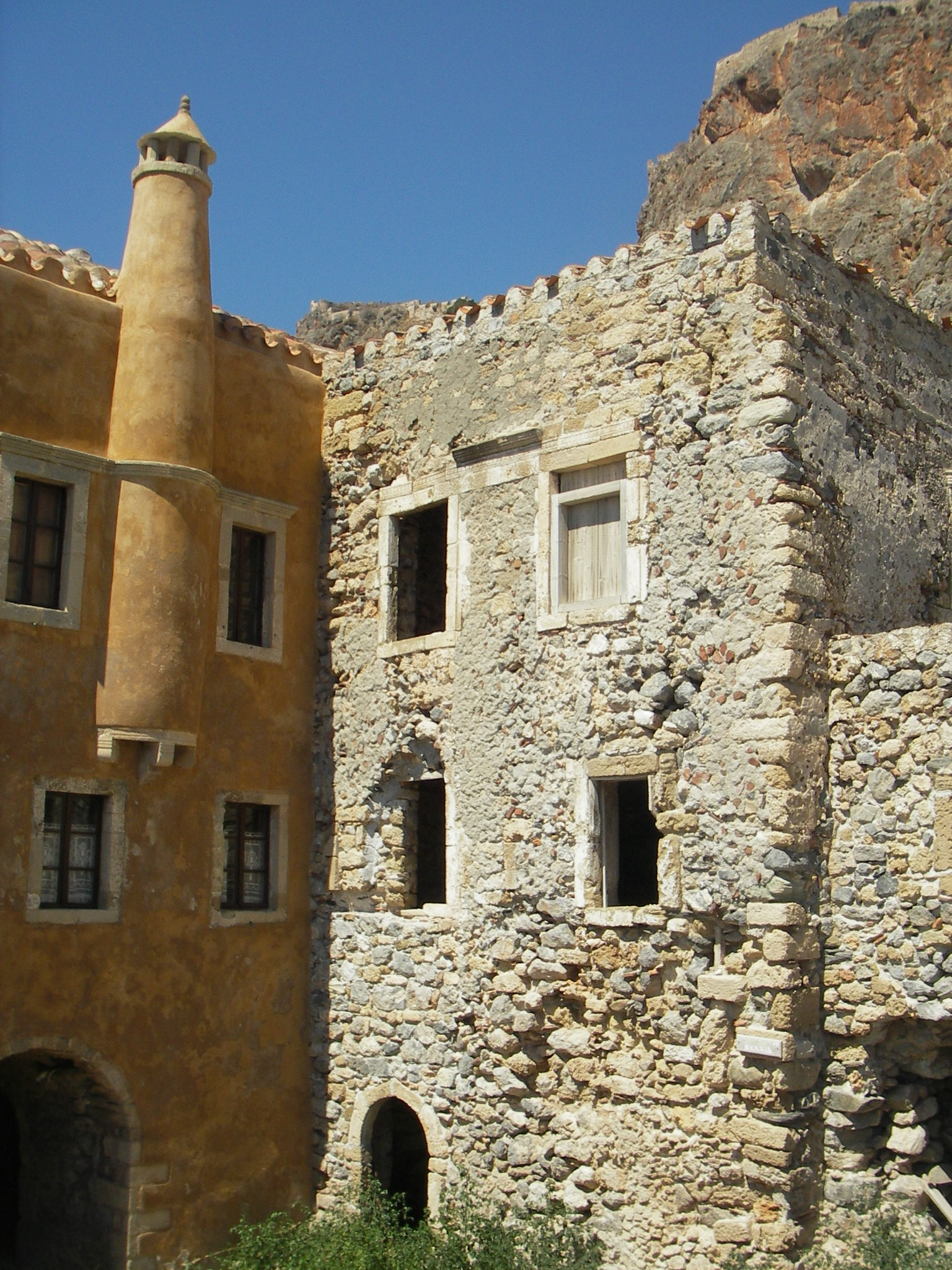
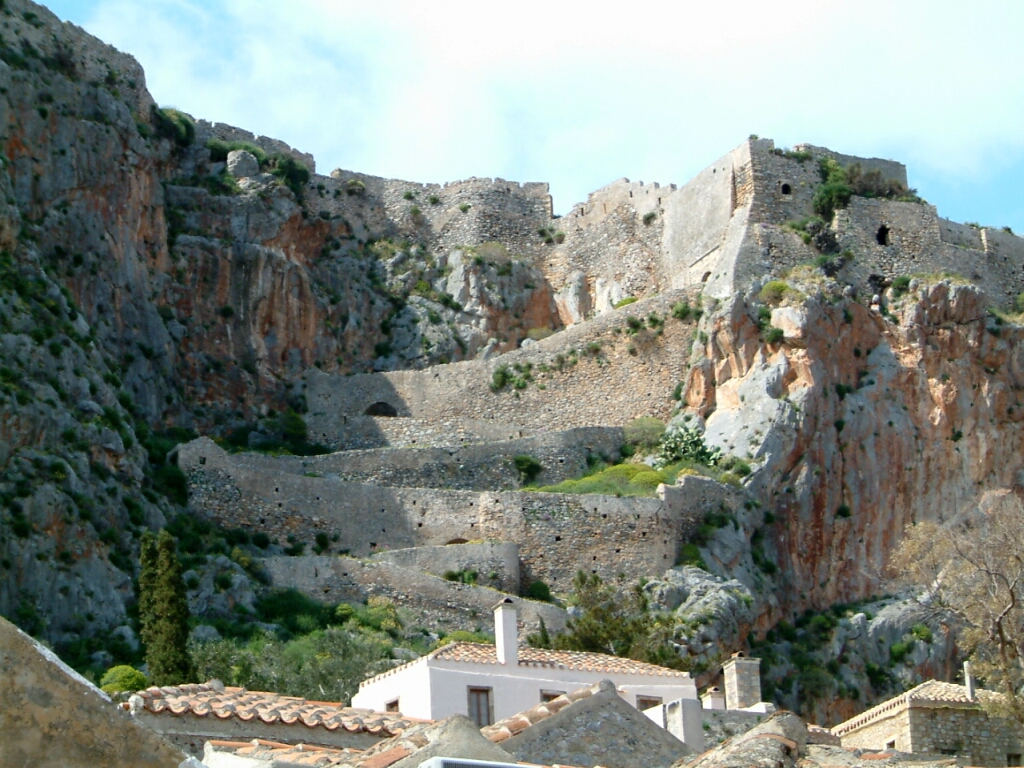
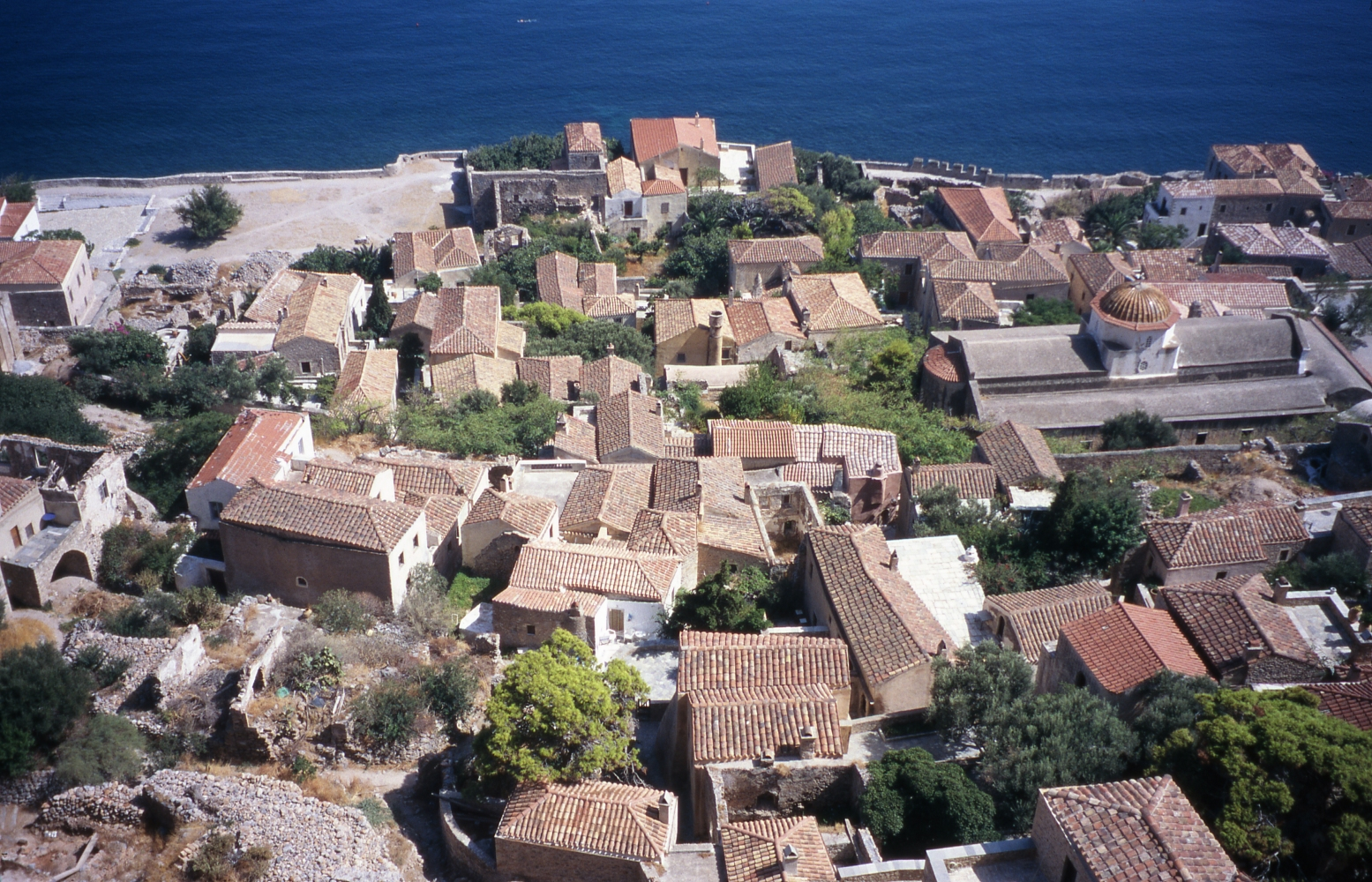
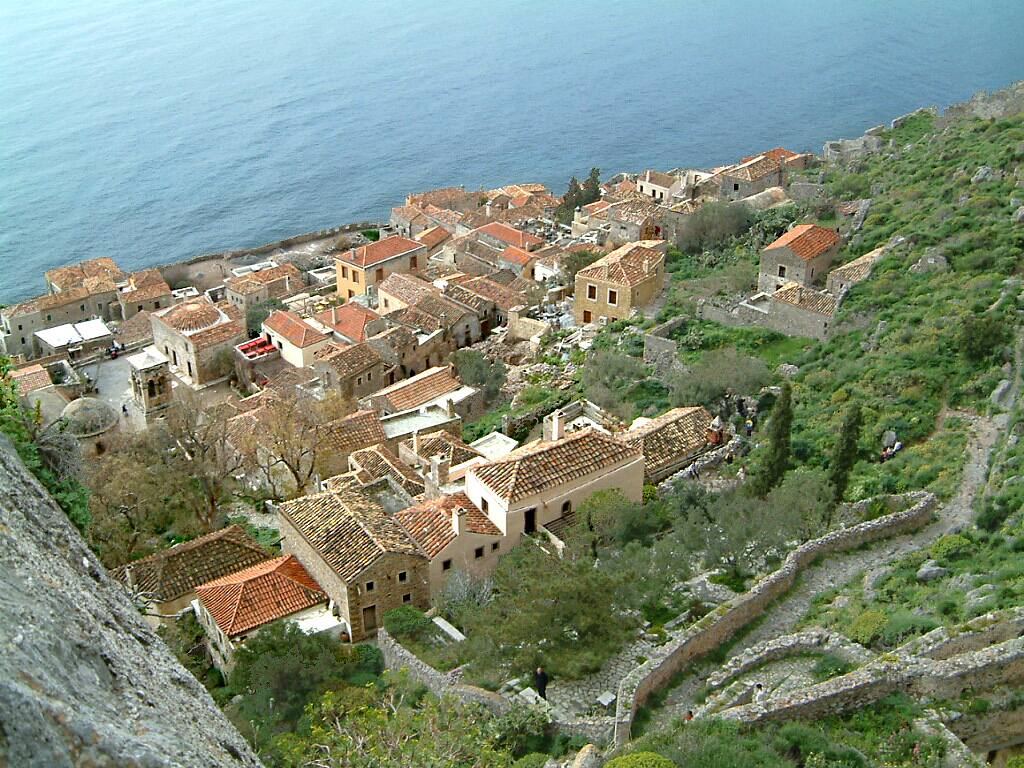
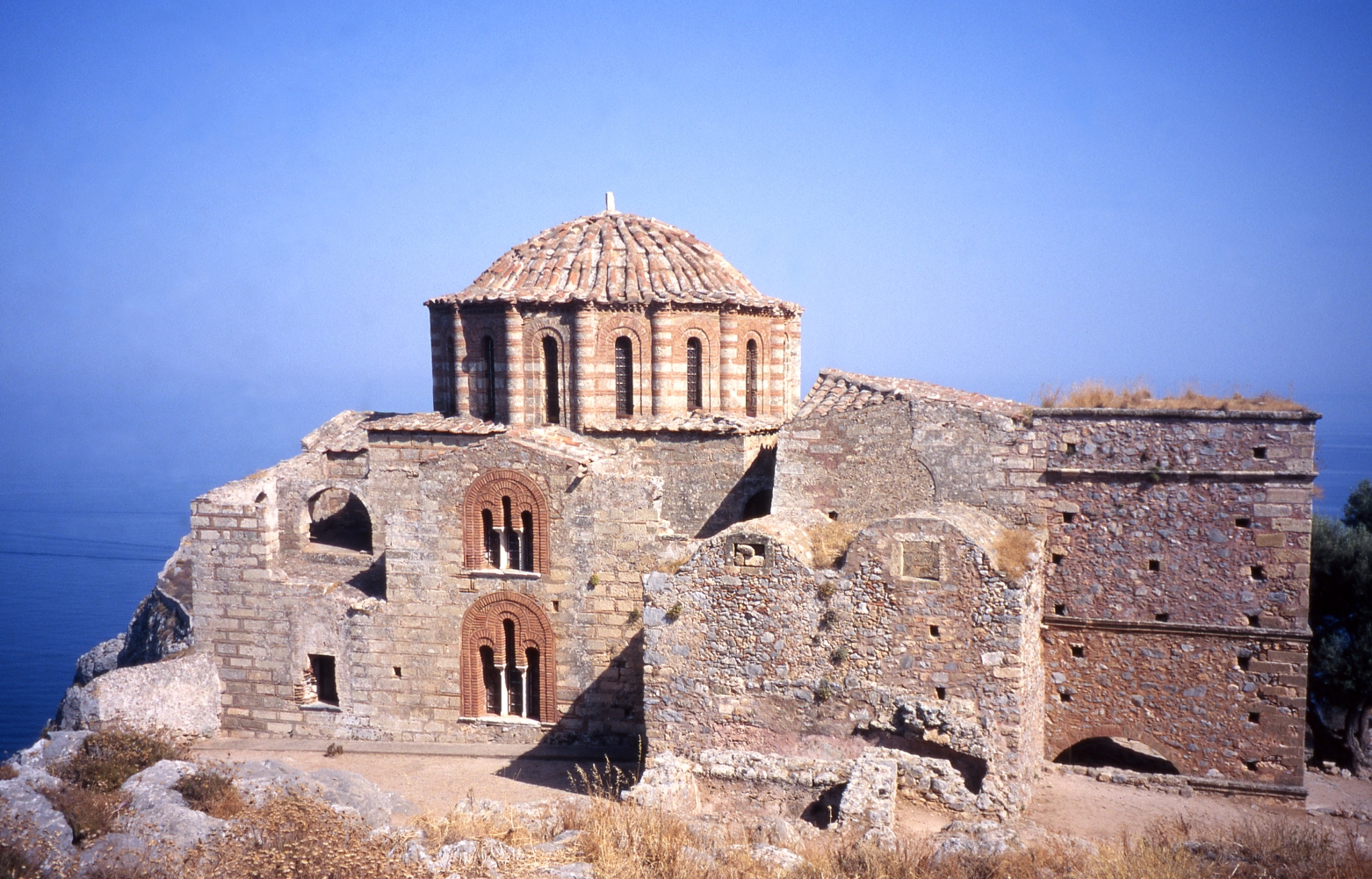
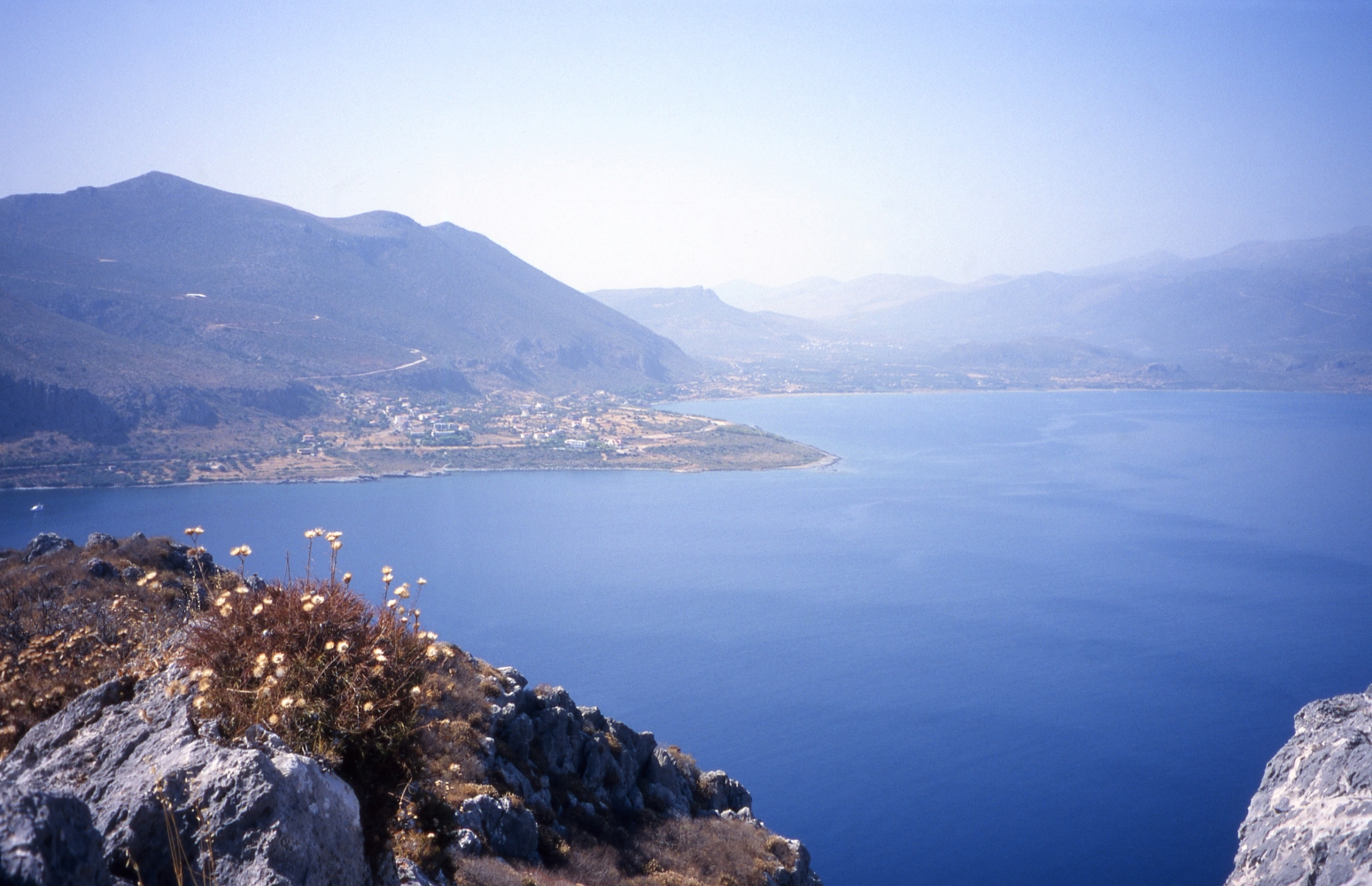
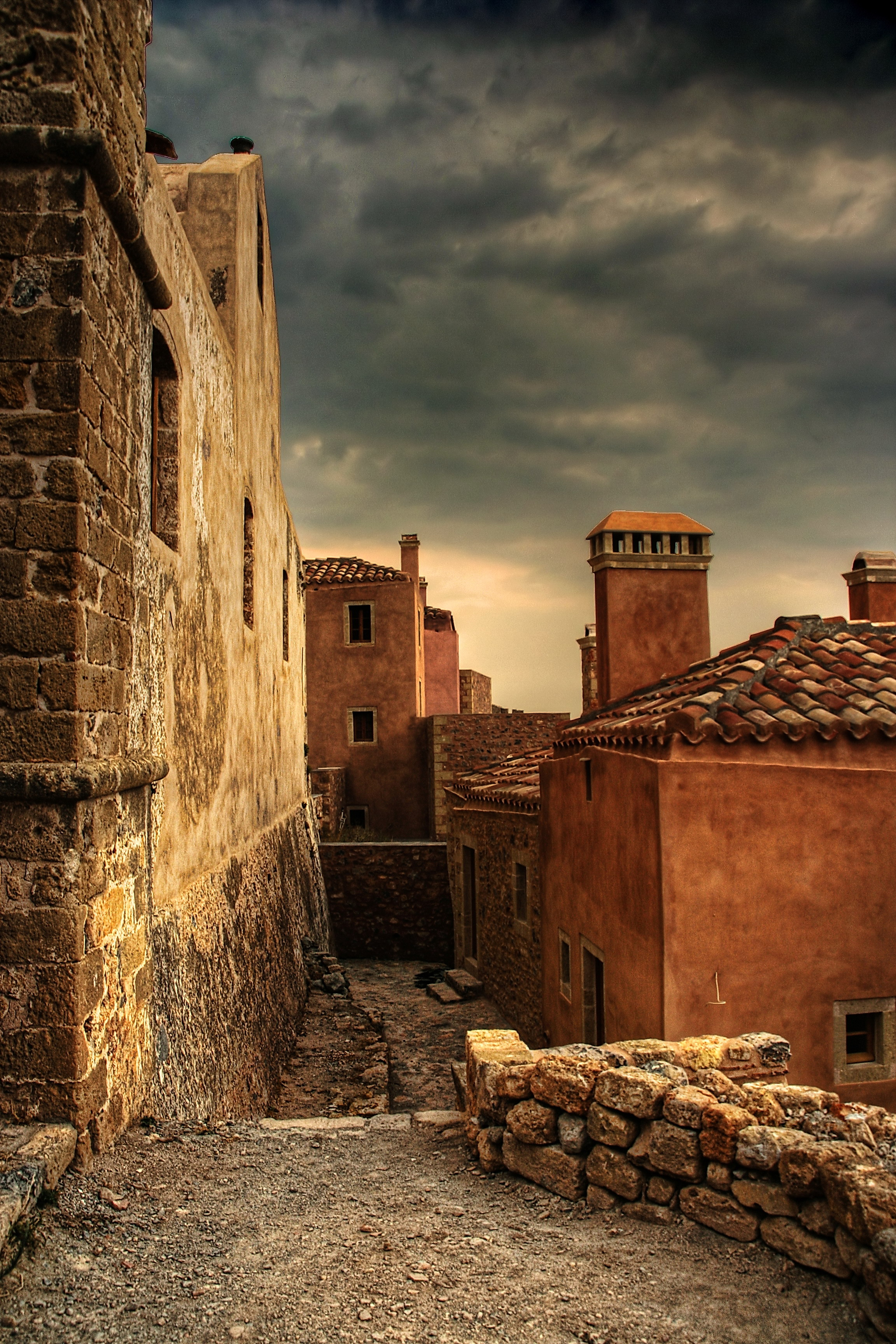
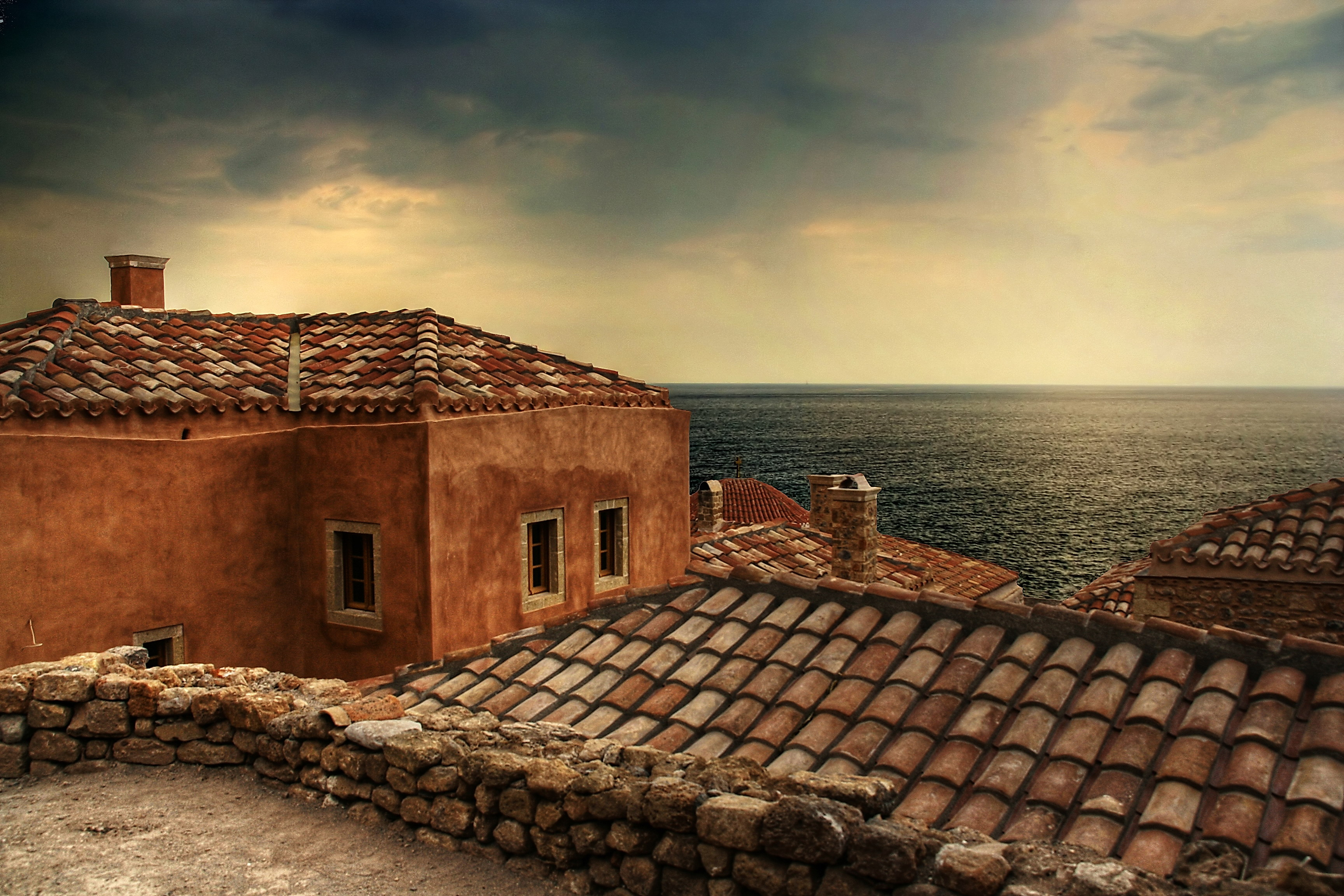
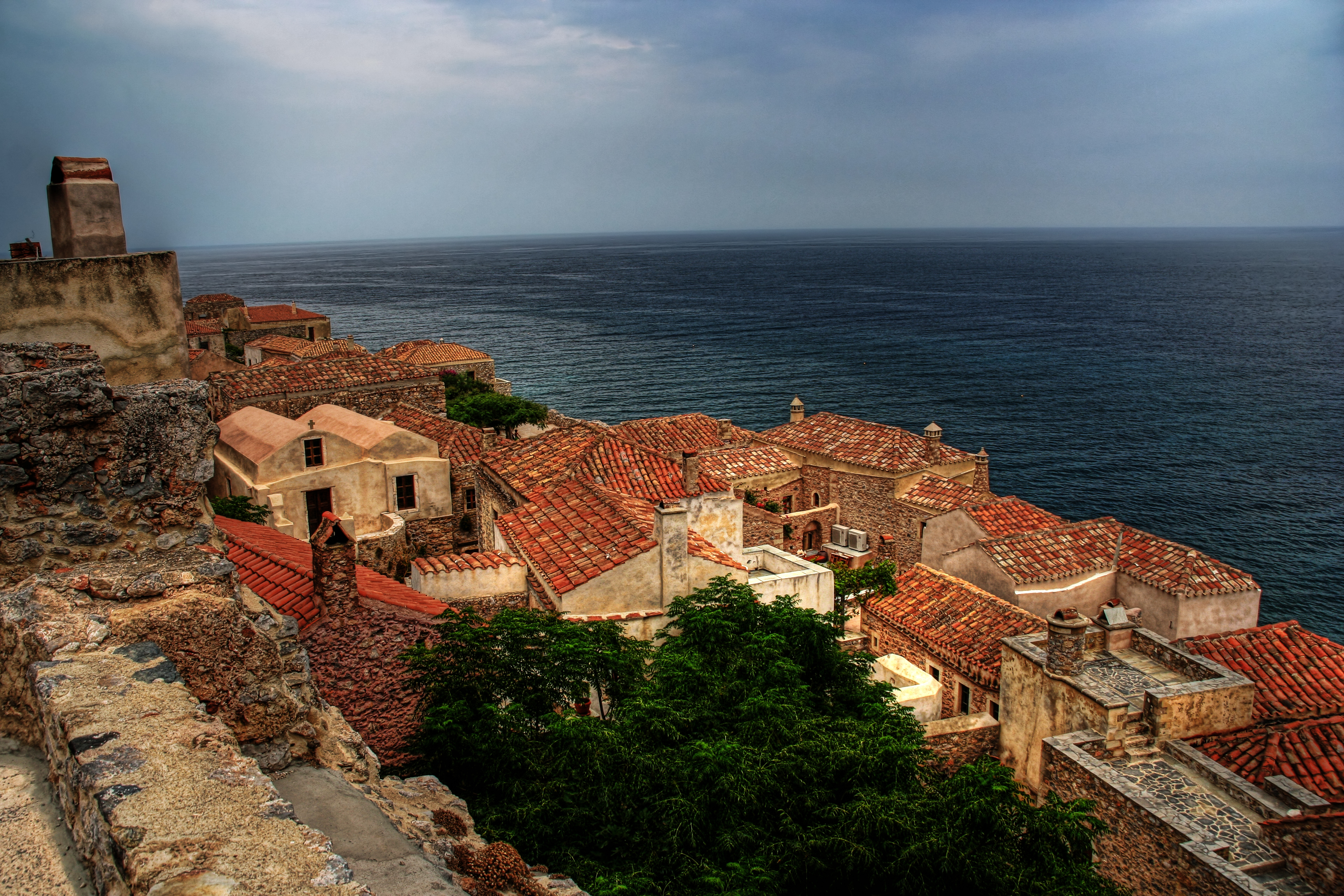
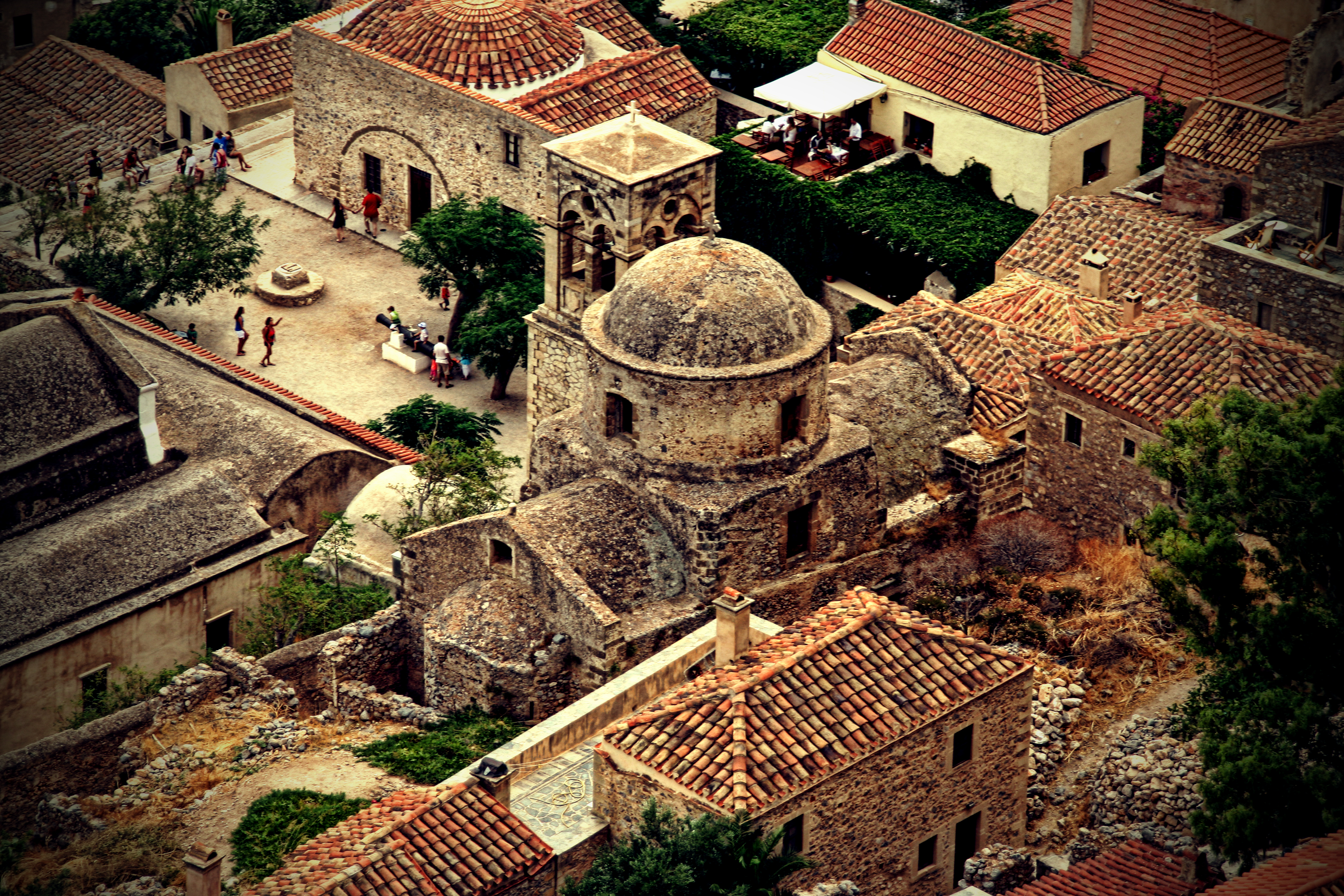
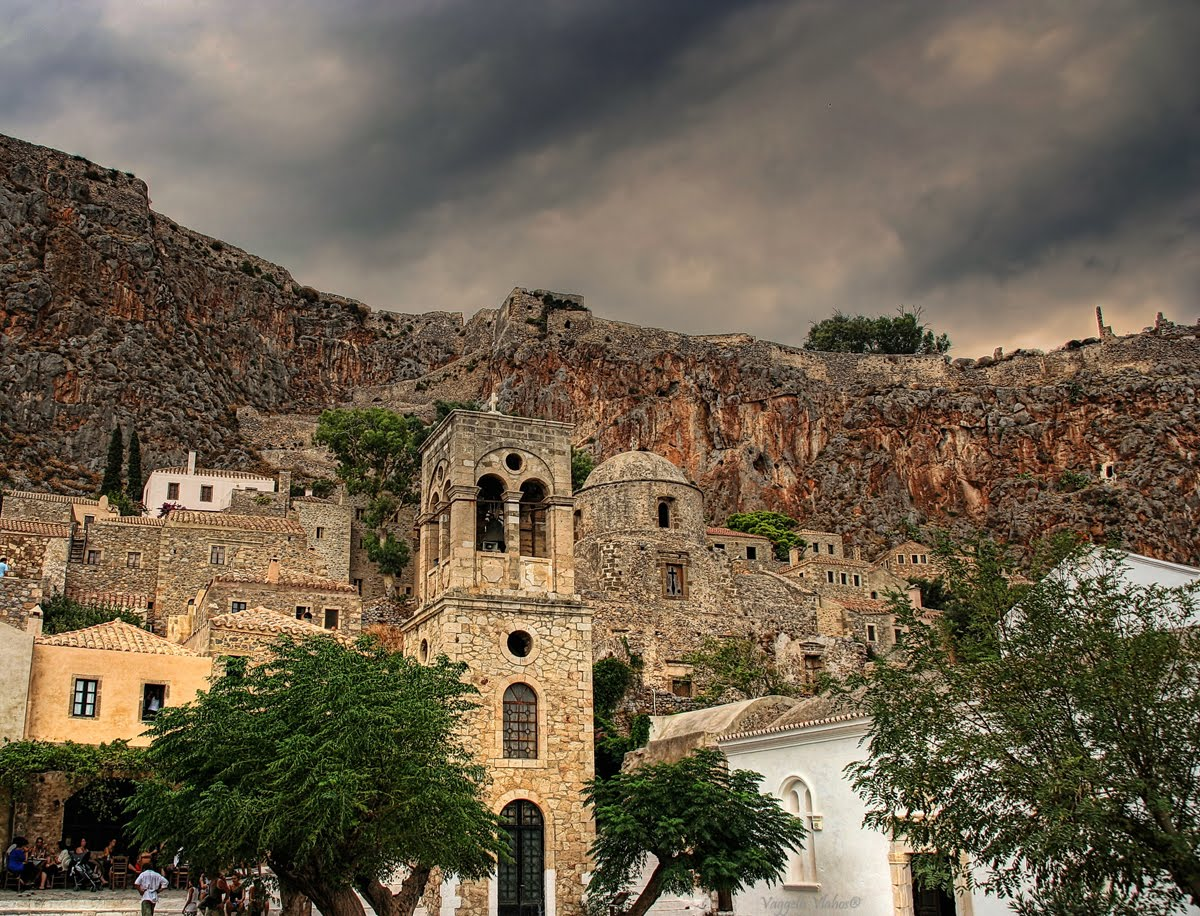